# Palazzo della Penna
Der Palazzo della Penna befindet sich in der Via Podiani 11 in Perugia und beherbergt das Museo Palazzo della Penna–Centro di Cultura Contemporanea, die Deputazione di Storia Patria per l’Umbria und die Abteilung für Kultur und andere städtische Einrichtungen.

## Geschichte

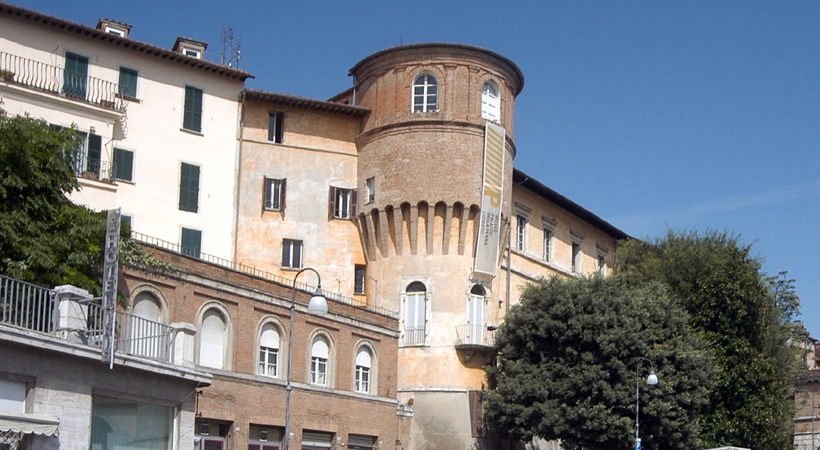
Palazzo della Penna

Der repräsentative Adelssitz wurde in mehreren Etappen zwischen dem 16. und dem 19. Jahrhundert erbaut. Er gehörte zunächst der Familie Vibi, dann den „Arcipreti della Penna“. Er weist eine Gliederung nach den verschiedenen historischen Epochen auf: Das Gebäude aus dem 16. Jahrhundert steht auf den Überresten eines römischen Amphitheaters, die bei der Renovierung des Palastes in den 1980er Jahren freigelegt wurden; es handelt sich um Teile eines Mauerwerks in opus caementicium, das aus der Außenmauer einer umlaufenden Galerie besteht, deren sichtbarer Teil etwa 35 Meter lang ist.
An der Südseite umfasst der Palazzo auch einen Straßenverlauf und Teile der mittelalterlichen Stadtmauer.

## Innenausstattung
Zu Beginn des 19. Jahrhunderts wurde das Gebäude restauriert und im Inneren mit Fresken bemalt. Im ersten Stock befinden sich einige Gemälde aus dem 19. Jahrhundert, die vom „Mythos des Paris“ inspiriert sind und von Antonio Castelletti stammen, einem umbrischen Künstler aus Paciano, Vertreter des Neoklassizismus und Schüler von Francesco Appiani aus Ancona und Cristoforo Gasperi aus Perugia. Die Decke des ersten Saals im Erdgeschoss zeigt Apollo, der die Lyra spielt, umgeben von tanzenden Figuren, gemalt im Stil der antiken griechischen Vasenmalerei mit roten Figuren auf schwarzem Grund. Das Thema der Deckendekoration im zweiten Saal ist „Das Urteil des Paris“, dargestellt in einem Tondo mit eleganten dekorativen Motiven, in dem die drei zu richtenden Göttinnen Hera, Athene und Aphrodite sowie der Götterbote Merkur hervortreten. Im dritten Raum, dem sogenannten Apollosaal, ist die „Apotheose des Paris“ dargestellt: Der sterbliche Prinz wird von Apollo in den Olymp aufgenommen, umgeben von Allegorien der vier Jahreszeiten und der Lebensalter des Menschen. Im Hintergrund Saturn mit seinem Attribut: die Schlange, die sich in den Schwanz beißt, oder der Ouroboros, Symbol der Zeit in Form eines Kreises. Unterhalb des Ovals, das die Hauptszene umschließt, ist die Nacht zu sehen, die vor der Morgendämmerung flieht, dargestellt durch den Wagen Apollos mit seinen tanzenden Pferden, die von den drei Schicksalsgöttinnen am Zügel gehalten werden, eine Metapher für das Vergehen der Zeit. An den Wänden sind monochrome Szenen von Kämpfen, Wagenrennen und Opferriten wie der „Suovetaurilia“ zu sehen. In der Mitte des dritten Raumes reitet „Paris, Prinz von Troja“, im vierten die „Vergewaltigung der Helena“, umgeben von tanzenden Figuren und lodernden Feuern, unter denen noch die Signatur des Autors des Zyklus, Antonio Castelletti, und das Entstehungsjahr zu lesen sind: 1812. Der fünfte und letzte Raum zeigt junge tanzende Figuren, vielleicht Mänaden, umgeben von Trompe-l’œil-Tüchern und Weinblättern, eine Anspielung auf Dionysos. Aus der gleichen Zeit stammen die Idealansichten im Saal der Landschaften (zweiter Stock), die von dem Dekorateur und Bühnenbildner Pasquale Angelini, dem Vater des berühmten eklektischen Bühnenbildners und Restaurators Annibale Angelini, geschaffen wurden. Im Rundturm des zweiten Stockwerks befindet sich ein monochromer Fries, der wahrscheinlich von Giuseppe Carattoli (1835) stammt.

## Die verschollene Sammlung des Barons Fabrizio della Penna
Der Palazzo, der 1822 von Serafino Siepi als „sehr großer und prächtiger Palast“ beschrieben wurde, beherbergte nach Meinung seiner Zeitgenossen eine reiche Bibliothek und eine wertvolle Gemäldegalerie. Aus dem Inventar der Besitztümer des Barons Fabrizio della Penna, das 1838 von dem Notar Giacomo Antonini auf der Grundlage genauer Schätzungen erstellt wurde, geht hervor, dass die Bibliothek 1994 Werke enthielt, für die eine detaillierte bibliographische Beschreibung mit Angabe des Gesamtwerts der Sammlung vorgelegt wurde. Siepi schätzte auch die Gemäldegalerie, die er als „eine kostbare Sammlung wertvoller Gemälde und die reichste von allen in Perugia“ bezeichnete. Der ursprüngliche Kern der Sammlung entstand Mitte des 17. Jahrhunderts auf Initiative von Ascanio della Penna (1607–1664), dessen erlesener Sammlergeschmack durch das Studium der Schönen Künste, das er als Page in den Diensten der Großherzöge der Toskana begonnen hatte, und durch seine häufigen Besuche bei dem neapolitanischen Maler Salvator Rosa, von dem er mehrere Gemälde besaß, begünstigt wurde.
Baron Fabrizio della Penna Crispolti (1779–1838) war unter anderem für den Erwerb der „Madonna mit Kind zwischen den Heiligen Hieronymus und Franziskus“, „ein hervorragendes Werk von Pietro Perugino, das auf 5.000 Scudi geschätzt wird“, von den Servitenpatres von Santa Maria Nuova in Perugia im Jahr 1821 verantwortlich. Für die Auflösung der Pinakothek war hingegen Fabrizio Ricci della Penna (–1901) verantwortlich, dessen Misswirtschaft mit dem Familienvermögen 1899 zur Zwangsversteigerung seiner Güter durch das Gericht von Perugia führte.

## Museo Civico di Palazzo della Penna – Centro di Cultura Contemporanea
In Fortsetzung seiner Geschichte beherbergt der Palazzo heute das Museo Civico di Palazzo della Penna, das zwei bedeutende Dauerausstellungen zur Stadtgeschichte beherbergt. Über die Wendeltreppe von Franco Minissi gelangt man in den ersten Stock, wo zwischen den Überresten des römischen Amphitheaters die erste Dauerausstellung zu sehen ist: Dottori und die umbrischen Futuristen, in der eine umfangreiche Sammlung der Werke des futuristischen Malers Gerardo Dottori (Perugia, 11. November 1884 – 13. Juni 1977) zu sehen ist, von seinen akademischen Anfängen über seine divisionistischen Experimente bis hin zu seinen berühmtesten Aeropittura und der futuristischen Sakralkunst.
Im zweiten Stock gelangt man in die Joseph Beuys gewidmete Abteilung: im großen Gewölbesaal ist die „Opera Unica“ zu sehen, sechs Tafeln des deutschen Künstlers Joseph Beuys, der in den 70er Jahren die grüne Bewegung in Deutschland inspirierte. Die Tafeln werden von einer dokumentarischen Ausstellung über seine Reise nach Perugia im Jahr 1980 begleitet. Die Werke sind eine Synthese seiner Theorien über die Kunst in ihrer Beziehung zur Natur und zur Gesellschaft und wurden während der von dem Kunstkritiker Italo Tomassoni geförderten Performance in der Sala Cannoniera der Rocca Paolina am 3. April 1980 realisiert und illustriert, bei der es zu einer Begegnung zwischen dem deutschen Künstler und dem Italiener Alberto Burri kam, dessen anderes bedeutendes zeitgenössisches Werk sich in der Stadt befindet: die Große Schwarze, die 1984 der Stadt Perugia geschenkt wurde, um in der Rocca Paolina dauerhaft ausgestellt zu werden.
Das Museum beherbergt regelmäßig wechselnde Ausstellungen, die vor allem der zeitgenössischen Kunst, der Fotografie und der jüngeren Kunst- und Kulturgeschichte der Stadt gewidmet sind. Der Komplex beherbergt auch andere Werke zeitgenössischer Künstler, darunter drei Skulpturen aus verschiedenen Materialien von Brajo Fuso (Perugia, 21. Februar 1899 – Perugia, 30. Dezember 1980) aus der Serie der Elleni (1965), die im Innenhof aufgestellt sind. Fuso gilt als Vorläufer der Arte Povera, die von seinem französischen Freund André Verdet als Débrisart oder Schrottkunst bezeichnet wurde.
Der Innenhof des Palazzo zeichnet sich durch eine monumentale Wendeltreppe aus, die drei Ebenen des Gebäudes verbindet und in den 1980er Jahren vom Architekten Franco Minissi (Viterbo, 12. März 1919 – Bracciano, 25. August 1996) entworfen wurde.
Als Hommage an den perugianischen Dichter Paolo Vinti befindet sich im Atrium die Installation „Io sono Paolo Vinti“ (2011) von Daniele Pampanelli, zwei Krawatten auf einem Spiegel, um zu signalisieren, dass sich jeder mit Paolo Vinti identifizieren kann, wenn er einen Moment in den Spiegel schaut.
Am 8. März 2019 wurde ein weiteres zeitgenössisches Werk aufgestellt, die Skulptur „ohne Ketten“, die von Schülern der Kunstschule Bernardino Di Betto in Perugia geschaffen wurde. Eine Frau mit sanften Gesichtszügen sitzt auf einer roten Bank und ist nur durch eine goldene Schärpe um ihre Brüste bedeckt. Wie viele Installationen roter Bänke, die im Idealfall von unsichtbaren Menschen besetzt sind, ist auch diese so platziert, dass die vielen Frauen, die als Opfer von Gewalt ihr Leben verloren haben, nicht vergessen werden. Die Farben sind Rot und Gold: Rot erinnert an die Gewalt, aber auch an den Kampf um die Rückkehr zum goldenen Zeitalter, in dem die Harmonie siegen wird.
Im Inneren des Museumsgebäudes befindet sich ein Café, das Erfrischungen anbietet.